# Jonas Fortier
Pour les articles homonymes, voir Fortier.
Jonas Fortier est un poète et traducteur québécois, né en 1992, à Montréal.

## Biographie
Jonas Fortier commence à écrire à 13 ans, au même moment où il commence à lire de la poésie. Il fréquente l'école alternative Le vitrail à Montréal. Il effectue ensuite une formation collégiale en création littéraire au cégep du Vieux Montréal. En 2016, il poursuit sa formation à l'université de Montréal en littérature comparée, puis en musique numérique en 2018. Il continue son parcours universitaire à l'université Concordia en traductologie. Il évolue aussi dans le milieu de la microédition montréalaise, au sein de plusieurs organisations; Coopérative d’édition En jachère, La passe et A.U.R.A.. Il publie, sous le nom de Joni Jacusto, des recueils, dont Verre d’astre en 2016 et La mer n’est pas l’eau en 2018. En 2019, Chansons transparentes, paraît aux éditions de L’Oie de Cravan et est finaliste du prix des libraires du Québec en 2020. Courbure de la terre, publié en 2022, reçoit le prix Yvan et Claire Goll au Marché de la poésie de Paris. La même année, Fortier est finaliste au Prix de poésie Radio-Canada. En 2024, il reçoit le prix Emile Nelligan pour son recueil L'air fou. Jonas Fortier co-anime avec Shawn Cotton et Hermine Ortega la revue de poésie Tantôt, éditée, imprimée et publiée à Tiohtià:ke depuis 2021.

## Prix et récompenses
- 2016 : Prix du meilleur livre francophone du Gala Expozine 2016, pour le recueil Verre d’astre (publié sous le pseudonyme Joni Jacusto) – Lauréat[10].
- 2020 : Prix des Libraires du Québec 2020, catégorie poésie, pour le recueil Chansons transparentes (L’Oie de Cravan, 2019) – Finaliste[11].
- 2022 : Prix de poésie Radio-Canada, pour la suite poétique Safa – Finaliste[12].
- 2022 : Prix du meilleur livre francophone du Gala Expozine, pour le numéro 3 de la revue Tantôt – Lauréat[13].
- 2023 : Prix International de la Poésie francophone Yvan-Goll 2023, pour le recueil Courbure de la terre – Lauréat[9],[14].
- 2024 : Prix du Gouverneur Général 2024, catégorie poésie, pour le recueil L’air fou (L’Oie de Cravan, 2024) – Finaliste[15].
- 2024 : Prix Émile-Nelligan 2024, pour le recueil L’air fou (L’Oie de Cravan, 2024) – Lauréat[8].

## Œuvres
- 2012 : Anloop, coécrit avec Laurence Lallier-Roussin (poésie, En Jachère & Le Zeehond) : Bruxelles
- 2013 : Théorie des couleurs (poésie, En Jachère) : Montréal
- 2014 : Maternité du javelot (poésie, En Jachère) : Montréal
- 2015 : Le sens enfle (poésie, 2015, En Jachère) : Montréal
- 2016 : Blue Ridge, coécrit avec névé dumas (poésie, En Jachère) : Montréal
- 2016 : Verre d’astre (poésie, La Passe) : Montréal
- 2018 : La mer n’est pas l’eau (poésie, A.U.R.A) : Montréal
- 2019 : Chansons transparentes (poésie, L’Oie de Cravan) : Montréal
- 2022 : Courbure de la terre (poésie, L’Oie de Cravan) : Montréal
- 2024 : L’air fou (poésie, L’Oie de Cravan) : Montréal
- 2024 : Une heure de la veille (poésie, Tantôt hors-série) : Montréal